# Damiriopsis brondstedi
Damiriopsis brondstedi är en svampdjursart som beskrevs av Burton 1928. Damiriopsis brondstedi ingår i släktet Damiriopsis och familjen Myxillidae.
Artens utbredningsområde är havet utanför Indien. Inga underarter finns listade i Catalogue of Life.